# Outta Control
Outta Control è un brano musicale del rapper statunitense 50 Cent, pubblicato come quarto singolo dall'album The Massacre del 2005, in una versione remix in cui collabora il gruppo hip hop Mobb Deep. Il singolo è riuscito ad arrivare sino alla sesta posizione della classifica Billboard Hot 100.

## Tracce
Vinile 12" Shady Records – B0005439-11, Interscope Records – INTR-11494-1
Lato A
1. Outta Control (Remix) (Edited) - 4:08
2. Outta Control (Remix) (Explicit) - 4:08

Lato B
1. Outta Control (Remix) (Instrumental) - 4:08
2. Outta Control (Remix) (Acapella) - 3:24

CD singol
1. Outta Control (Clean Version) - 4:10
2. Outta Control (Album Version) - 4:10
3. Outta Control (Instrumental) - 5:08
4. Outta Control (Acapella) - 3:27

## Classifiche
| Classifica (2005)                         | Posizione più alta |
| ----------------------------------------- | ------------------ |
| Australia (ARIA)                          | 16                 |
| Austria (Ö3 Austria Top 40)               | 18                 |
| Belgio (Ultratop 50 Fiandre)              | 10                 |
| Belgio (Ultratop 40 Vallonia)             | 22                 |
| Canada (Billboard Canadian Singles Chart) | 6                  |
| Irlanda (IRMA)                            | 5                  |
| Paesi Bassi (Dutch Top 40)                | 27                 |
| Nuova Zelanda (RIANZ)                     | 12                 |
| Svizzera (Schweizer Hitparade)            | 10                 |
| UK Singles (The Official Charts Company)  | 7                  |
| US Billboard Hot 100                      | 6                  |
| US Hot R&B/Hip-Hop Songs (Billboard)      | 11                 |
| US Pop 100 (Billboard)                    | 15                 |
| US Rap Songs (Billboard)                  | 5                  |